# Argia cyathigera
Argia cyathigera là một loài chuồn chuồn kim trong họ Coenagrionidae.
Argia cyathigera được Navás miêu tả khoa học năm 1934.